# استراتژی پوکر
پوکر، بازی‌ای است که ترکیبی از شانس و مهارت را می‌طلبد. اگرچه عنصر شانس در آن نقش پررنگی دارد، اما مهارت‌ها و استراتژی‌های مختلفی وجود دارند که می‌توانند شانس برد شما را به‌طور قابل توجهی افزایش دهند. در این مقاله، به برخی از مهم‌ترین استراتژی‌های پوکر خواهیم پرداخت.
یکی از مهم‌ترین جنبه‌های پوکر، مدیریت بانکرول است. تعیین یک بودجه مشخص برای بازی و پایبندی به آن، از اهمیت بالایی برخوردار است. همچنین، شناخت دست‌ها و ارزش آن‌ها، یکی دیگر از اصول اولیه پوکر است. بازیکنان باید بدانند که چه ترکیبی از کارت‌ها، ارزش بیشتری دارد و چه زمانی باید در دست باقی بمانند و چه زمانی باید از آن خارج شوند. خواندن حریفان نیز از دیگر مهارت‌های کلیدی در پوکر است. با مشاهده رفتار حریفان، می‌توان به اطلاعات ارزشمندی دربارهٔ دست‌های آن‌ها دست پیدا کرد. حرکات آن‌ها مانند شرط‌بندی، چک کردن و فول کردن، سرنخ‌های مهمی در مورد قدرت دستشان هستند.
بلوف زدن، یکی دیگر از ابزارهای قدرتمند در پوکر است. با بلوف زدن، می‌توان حریفان را به اشتباه انداخته و آن‌ها را مجبور به کنار کشیدن کرد. اما مراقب باشید، بلوف زدن بیش از حد می‌تواند به ضررتان تمام شود. صبر و حوصله نیز در پوکر بسیار مهم است. نیازی نیست که در هر دست بازی کنید. گاهی اوقات بهتر است منتظر دست‌های قوی بمانید.
استراتژی‌های پیشرفته‌تری نیز در پوکر وجود دارند که با تمرین و تجربه می‌توان به آن‌ها مسلط شد. پوزیشن شما در میز، اندازه شرط‌بندی‌های شما، ایمپلاید آدز و ریور ریز، همگی از جمله این استراتژی‌ها هستند. پوزیشن شما در میز نسبت به دیلر، تأثیر زیادی بر تصمیم‌گیری‌های شما دارد. در پوزیشن‌های دیرتر، اطلاعات بیشتری در مورد دست‌های حریفان دارید و می‌توانید تصمیم‌های بهتری بگیرید.
در پوکر شرط‌بندی های خوب و بد وجود دارد، به صورت ساده بازی پوکر به درک اختلاف میان دو شرط‌بندی بستگی دارد. اصطلاح پات آدز (Pot Odds) یعنی نسبت پول موجود در بازی به مقدار پول مورد نیاز برال کال (آمدن ژتون های مساوی با مبلغ شرط حریف).

## قضیه بنیادین پوک
یکی از مهم‌ترین مفاهیم در پوکر، «قضیه بنیادین پوکر» است که توسط دیوید اسکلانسکی معرفی شده است. این قضیه بیان می‌کند که هر بار که شما دست خود را به شیوه‌ای بازی می‌کنید که انگار کارت‌های حریفان را می‌بینید، سود می‌کنید و هر بار که حریفان کارت‌های خود را به شیوه‌ای متفاوت از آنچه می‌کردند اگر کارت‌های شما را می‌دیدند بازی می‌کنند، شما سود می‌کنید. این قضیه اساس بسیاری از موضوعات استراتژی پوکر است. به عنوان مثال، بلوف زدن و بازی کند نمونه‌هایی از استفاده از فریب برای وادار کردن حریفان به بازی متفاوت از آنچه می‌کردند اگر کارت‌های شما را می‌دیدند، هستند.
رابطه بین پات آدز و شانس برد یکی از مهم‌ترین مفاهیم در استراتژی پوکر است. پات آدز نسبت اندازه پات به اندازه شرط لازم برای ماندن در پات است. به عنوان مثال، اگر یک بازیکن باید ۱۰ دلار برای شانس بردن یک پات ۴۰ دلاری (بدون احتساب ۱۰ دلار شرط خود) کال کند، پات آدز او ۴ به ۱ است. برای داشتن انتظار مثبت، شانس برد یک بازیکن باید بهتر از پات آدز او باشد. اگر شانس برد بازیکن نیز ۴ به ۱ باشد (۲۵٪ شانس برد)، انتظار بازده او برابر با صفر است (به‌طور متوسط، چهار بار باخت و یک بار برد برای هر پنج بار بازی چنین پاتی).
با استفاده از فریب، یک بازیکن پوکر امیدوار است حریفان خود را وادار کند که متفاوت از آنچه می‌کردند اگر کارت‌های او را می‌دیدند، عمل کنند. دیوید اسکلانسکی استدلال کرده است که پیروزی در پوکر اغلب با میزان توانایی یک بازیکن در وادار کردن دیگری به تغییر سبک بازی خود در حالی که با موفقیت استراتژی خود را حفظ می‌کند، تعیین می‌شود. بلوف زدن نوعی فریب است که در آن بازیکنان با یک دست ضعیف شرط‌بندی قوی می‌کنند تا حریفان را به فول کردن دست‌های برتر وادار کنند. مرتبط با آن، نیمه‌بلوف است که در آن یک بازیکن که دست قوی ندارد، اما شانسی برای بهبود آن به یک دست قوی در دورهای بعدی دارد، با قدرت روی دست شرط‌بندی می‌کند به امید وادار کردن بازیکنان دیگر با دست‌های ساخته‌شده ضعیف‌تر به فول کردن. بازی کند یک بازی فریبکارانه در پوکر است که تقریباً برعکس بلوف زدن است: چک کردن یا شرط‌بندی ضعیف با یک هول قوی، تلاش برای وادار کردن بازیکنان دیگر با دست‌های ضعیف‌تر به کال کردن یا ریز کردن شرط به جای فول کردن، برای افزایش پرداخت.